# Шихино (микрорайон Ржева)
Шихино — микрорайон в северной части города Ржева Тверской области. Относится к Советской стороне города. 
Располагается севернее Новоторжской железнодорожной линии ОЖД, на правом берегу реки Холынки. 
На востоке, по Холынке, граничит с микрорайоном  Зеленькино.

## История
Шихино имеет долгую историю в несколько веков, однако документально упоминается лишь с середины XIX века как небольшая деревня в 19 дворов.
В начале XX века здесь уже проживала не одна сотня человек, являвшихся, согласно архивным документам, прихожанами городской Покровской церкви, находившейся в районе Торговой площади на Князь-Федоровской стороне.
В 1920-х годах в Шихино зарегистрировано 27 дворов.
К 1940 году, перед войной, село Шихино было включено в состав Ржева.
В 1961 году на краю Шихино, по улице 10 лет Октября, была организована колония строгого режима №7 в обиходе называемая «Семёркой». Лимит наполнения колонии — 1279 мест. В настоящее время (2012 г.) при колонии функционирует собственное производство, плодоовощная база, филиал профессионального училища № 54, действует Храм в честь иконы Божией Матери «Умиление».
В конце улицы Новожёнова находится ветеринарная лечебница. Обширную территорию для неё выделило ещё Ржевское земство в 1914 году. Несколько примечательных построек, стоящих здесь, рабочих и жилых, были построены в годы НЭПа и после войны.

## Происхождение названий
Название Шихино произошло от мужского имени Шиха в значении «бездельник», «шваль».
Значительная часть улиц Шихино названо в честь участников ржевского подполья и партизан. Улицы появились с момента присоединения к городу, в 1940 году, поэтому первоначально отражали время первых пятилеток: Колхозная, Совхозная, Крестьянская и т.д. После Великой Отечественной войны их стали переименовывать: Колхозную — именем подпольщика В. Новожёнова, Совхозную — партизана С. Лебедева, появился переулок подпольщика А. Белякова, Крестьянская улица, соединяющая микрорайон с Ленинградским шоссе, носит теперь имя руководителя ржевского подполья  А. Телешева.